# Abé jezik
Abé jezik (abbé, abbey, abi; ISO 639-3: aba), jedan od tri jezika podskupine Agneby, šire skupine nyo, koji se govori u sedamdeset sela, poglavito na području departmana Agboville u Obali Bjelokosti, regija Agnéby.
170 000 govornika (1995 SIL). Jezik ima nekoliko dijalekata: tioffo, morie, abbey-ve i kos (khos).

## Vanjske poveznice
- Ethnologue (14th)
- Ethnologue (15th)